# Handball-Verbandsliga Bayern 1996/97
Die Handball-Verbandsliga Bayern 1996/97 wurde unter dem Dach des „Bayerischen Handballverbandes“ (BHV) organisiert und war hinter der Bayernliga als fünfthöchste Liga im deutschen Ligensystem eingestuft.

## Saisonverlauf
Meister der Verbandsliga Nord wurde die HG Rothenburg und Meister der Südgruppe war der VfL Waldkraiburg. Beide Clubs waren damit auch direkt für die Handball-Bayernliga 1997/98 qualifiziert. Die Aufstiegsrelegation gewann der TSV Aichach, der als dritter Aufsteiger nachrückte.

### Modus
Die in Gruppe Nord und Süd eingeteilte Liga bestand aus je zwölf Mannschaften. Es wurde eine Hin- und Rückrunde gespielt. Platz eins jeder Gruppe war Staffelsieger und Direktaufsteiger in die Bayernliga. Die zweiten Plätze spielten in einer Relegation den dritten Aufsteiger aus. Die Platzierungen zehn bis zwölf jeder Gruppe waren Direktabsteiger.

## Teilnehmer
Nicht mehr dabei waren die Aufsteiger der Vorsaison TV Coburg-Neuses, HG Ingolstadt, TVO Marktredwitz und je drei Absteiger aus der Nord- und Südgruppe. Neu dabei waren die Absteiger aus der Bayernliga TSV Ansbach, DJK Rimpar, VfL Wunsiedel. Dazu kamen sechs Aufsteiger aus den Bezirksligen. 
Gruppe Nord
 
1. HG Rothenburg
 
2. 

Bereich des „Bayer. Handballverbandes“ (BHV)

- (A) Absteiger aus der Bayernliga waren
 TSV Ansbach, DJK Rimpar, VfL Wunsiedel

Gruppe Süd
 
1. VfL Waldkraiburg
 
2. TSV Aichach
- (A) Kein Südgruppenabsteiger

### Aufstiegsrelegation
Die Relegation gewann der TSV Aichach